# Exploding Plastic Inevitable

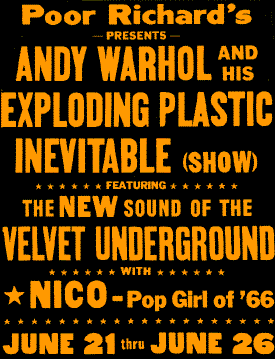
Propagační plakát na Exploding Plastic Inevitable v Chicagu, 21.–26. červen 1966.

Exploding Plastic Inevitable, někdy označováno jen jako Plastic Inevitable nebo zkratkou EPI byla série akcí pořádaných Andy Warholem v letech 1966–1967. EPI zahrnovala vystoupení skupiny The Velvet Underground, taneční vystoupení a promítání Warholových filmů.